# Lil Ugly Mane
Lil Ugly Mane, de son vrai nom Travis Miller et également connu sous de nombreux pseudonymes dont Shawn Kemp, est un rappeur et producteur de musique américain né le 13 mai 1984 à Richmond (Virginie).

## Biographie

### Jeunesse et débuts au sein de la scène musicale virginienne (1984-2011)
Travis Miller naît le 13 mai 1984 à Richmond (Virginie). Avant de rapper, il enregistre de la musique bruitiste sous le pseudonyme Across et du black metal sous le pseudonyme Vudmurk,,. Dans les années 2000, il participe à la scène musicale de Richmond au sein de la Church of Crystal Light, une salle d'exposition locale dans laquelle il squatte avec d'autres artistes.
En 2010, il rejoint l'équipe de production musicale CMLK sous le nom de Shawn Kemp et commence à publier des chansons hip-hop sous le nom Lil Ugly Mane.
En 2011, il sort l'album Playaz Circle, son premier en tant que Lil Ugly Mane. Il collabore également avec le rappeur SpaceGhostPurrp et conçoit des pochettes pour son collectif Raider Klan,. D'après SwampDiggers, ses pochettes sont inspirées du style de l'entreprise de graphisme Pen & Pixel.

### Succès critique avecMista Thug Isolationet trilogieThree Sided Tape(2012-2015)
En janvier 2012, il sort l'album Criminal Hypnosis, majoritairement produit par lui-même sous l'alias Shawn Kemp. En février 2012, il sort l'album Mista Thug Isolation, qu'il produit également. L'album bénéficie d'un bon accueil parmi la critique, notamment pour ses productions, et est comparé au travail du groupe Three 6 Mafia pour son style sombre ainsi que ses influences puisant dans le rap de Memphis des années 1990,,. Le même mois, il sort sous le pseudonyme Dave Kruegler l'album Thug Isolation dans lequel il fait une réinterprétation free jazz de Mista Thug Isolation,.
En octobre 2012, il publie une compilation en deux volumes répertoriant des morceaux de musique faits par des néophytes. Elle est intitulée Study of the Hypothesized Removable and/or Expandable Nature of Human Capability and Limitations Primarily Regarding Introductory Experiences With New and Exciting Technologies by Way of Motivational Incentive.
En août 2013, il sort deux volumes intitulés Three Sided Tape, compilant des morceaux instrumentaux et inédits enregistrés entre 2008 et 2011. Le même mois, il sort le single Doing an Evil Deed Blues dans lequel il annonce sa future retraite en tant que rappeur,.
En juin 2014, il sort Absence of Shitperson, une compilation de versions instrumentales de morceaux précédemment sortis. En octobre 2014, il sort la mixtape The Weeping Worm, sur laquelle il invite Antwon et DJ Dog Dick.
En avril 2015, il sort Third Side of Tape, un opus qui vient conclure la trilogie lancée avec les deux premiers volumes de Three Sided Tape. Le projet est majoritairement instrumental. En septembre 2015, il sort avec le rappeur Nickelus F l'album Trick Dice, auquel il participe en tant que producteur sous son alias Shawn Kemp. En décembre 2015, il sort l'album Oblivion Access, annoncé comme son dernier projet en tant que rappeur. Il est constitué de morceaux enregistrés 5 ans auparavant.

### Carrière à Los Angeles (depuis 2016)
En 2016, Lil Ugly Mane forme le groupe Secret Circle avec les rappeurs Antwon et Wiki. Il déménage à Los Angeles pour travailler avec le groupe.
En janvier 2017, il sort finalement de sa retraite de rappeur pour sortir l'album Volume 1: Flick Your Tongue Against Your Teeth and Describe the Present sous le pseudonyme Bedwetter. Il révèle à cette occasion sur sa page Facebook avoir été proie à des pensées suicidaires et avoir cherché de l'aide psychologique durant l'enregistrement de cet album. Il critique également les institutions psychiatriques américaines.
En janvier 2018, dans le contexte de la mort récente de plusieurs rappeurs comme Fredo Santana et Lil Peep à la suite de la consommation de produits stupéfiants, Lil Ugly Mane publie un message sur sa page Facebook dans lequel il se positionne contre l'abus de drogues. Il dit regretter avoir fait un morceau sur la codéine et confie avoir lui-même payé de sa santé l'abus d'héroïne. En avril 2018, il publie l'EP Thing S Thatare Stuff. En mai 2018, le groupe Secret Circle se dissout et annule la sortie de son album à la suite d'accusations de viol visant Antwon. Lil Ugly Mane dénonce publiquement Antwon à la lumière des accusations.
En 2019, il publie la compilation Songs That People Emailed Me About Asking Why I Hadn't Put Them on Streaming Platforms (littéralement « Morceaux à propos desquels les gens m'ont envoyé des e-mails pour me demander pourquoi je ne les avais pas mis sur les plateformes de streaming »).
En novembre 2021, il sort l'album Volcanic Bird Enemy and the Voiced Concern, dans lequel son style musical s'éloigne du hip-hop pour prendre une orientation rock,.

## Discographie partielle

### Albums studio
- Mista Thug Isolation (2012)
- Trick Dice (en tant que Shawn Kemp ; avec Nickelus F) (2015)
- Oblivion Access (2015)
- Volume 1: Flick Your Tongue Against Your Teeth and Describe the Present. (en tant que Bedwetter) (2017)
- Volcanic Bird Enemy and the Voiced Concern (2021)

### Mixtapes
- Playaz Circle: Pre Meditation (the First Prophecy) Preview Mixtape (Real Murder Posse Underground Version) (2011)
- Criminal Hypnosis: Unreleased Shit (2012)
- Three Sided Tape Volume One (2013)
- Three Sided Tape Volume Two (2013)
- Absence of Shitperson (2014)
- Third Side of Tape (2015)

### EP et démos
- Dey Bout 2 Find Yo Body (da Birth of a Murderah) Demo (2010)
- Softwehr (en tant que Shawn Kemp) (2010)
- I Thought I Lost You (en tant que Shawn Kemp) (2011)
- External Files (en tant que Shawn Kemp) (2012)
- Supasonic (en tant que Shawn Kemp ; avec Supa Sortahuman) (2012)
- Uneven Compromise (2012)
- Sleep Until It Hurts You (en tant que Vudmurk) (2013)
- The Weeping Worm (2014)
- Thing s Thatare Stuff (2018)
- Obedient Form (en tant que Vudmurk) (2021)
- I Believe the World Would Be a Better Place Without You (en tant que A Sex of Distance) (2022)